# Pteronemobius dumosus
Pteronemobius dumosus är en insektsart som först beskrevs av Karsch 1893.  Pteronemobius dumosus ingår i släktet Pteronemobius och familjen syrsor. Inga underarter finns listade i Catalogue of Life.